# Топ-модель по-американски (сезон 23)
Топ-модель по-американски, 23 сезон — двадцать третий сезон американского реалити-шоу «Топ-модель по-американски».
Заявление Тайры Бэнкс о том, что 22-й сезон шоу станет последним, вызвало весьма бурную реакцию фанатов. Основной причиной закрытия шоу на CW стало понижение рейтингов в последних сезонах. Однако спустя некоторое время создатели решили, что проект можно продолжить, если сделать полную перезагрузку конкурса. Телеканал VH1 одобрил эту идею и решил взять под свое крыло «Топ-модель по-американски».
Руководство VH1 заявило, что вернет шоу культовый статус иконы в сфере реалити-шоу, который был утерян после «золотой эры» проекта. В итоге изменения претерпели все составляющие шоу. Было отменено голосование фанатов, оценки судей и участие в шоу представителей мужского пола. Новой ведущей стала Рита Ора. Позже в качестве судей к ней присоединились Эшли Грэм, Дрю Эллиот и Лоу Роач. Тайра осталась в проекте как исполнительный продюсер.
Премьера нового сезона состоялась 12 декабря 2016 года на канале VH1.
Победительницей шоу стала Индия Гантс.

## Призы
- Контракт с телеканалом VH1.
- Разворот в журнале Paper.
- Контракт на 100,000 долларов с косметической компанией Rimmel London.

## Участницы
(возраст указан на время конкурса)
| Участница         | Возраст | Родной город                 | Вылет                    | Место |
| ----------------- | ------- | ---------------------------- | ------------------------ | ----- |
| Джастин Битикон   | 18      | Панорама Сити, Калифорния    | Во 2 Эпизоде             | 14    |
| Чериш Уотерс      | 25      | Лос-Анджелес, Калифорния     | В 3 Эпизоде              | 13    |
| Джиа Хардман      | 21      | Брайан-Колледж Стейшн, Техас | В 5 Эпизоде              | 12    |
| Крислиан Родригес | 26      | Лос-Анджелес, Калифорния     | В 6 Эпизоде              | 11    |
| Кайл МакКой       | 23      | Нью-Йорк, Нью-Йорк           | В 7 Эпизоде              | 10    |
| Бинта Дибба       | 25      | Сиэтл, Вашингтон             | В 8 Эпизоде              | 9     |
| Марисса Хопкинс   | 19      | Хьюстон, Техас               | В 9 Эпизоде              | 8     |
| Пейдж Мобли       | 22      | Бирмингем, Мичиган           | В 10 эпизоде             | 7     |
| Тэш Уэллс         | 27      | Сан-Хосе, Калифорния         | В 4 эпизоде В 11 эпизоде | 6     |
| Коди Уэллс        | 27      | Сан-Хосе, Калифорния         | В 12 эпизоде             | 5     |
| Кортни Нельсон    | 25      | Сан-Франциско, Калифорния    | В 14 эпизоде             | 4     |
| Кори Энн Робертс  | 19      | Бали, Индонезия              | В 15 эпизоде             | 3     |
| Татьяна Прайс     | 22      | Квинс, Нью-Йорк              | В 15 эпизоде             | 2     |
| Индия Гантс       | 20      | Сиэтл, Вашингтон             | В 15 эпизоде             | 1     |

- В 9 эпизоде Тэш вернулась в соревнование
- 13 эпизод стал спец-выпуском

## Список эпизодов

### Бизнес, Бренд, Босс
Дата выхода: декабрь 12, 2016
Двадцать семь полуфиналисток приняли участие в своей первой фотосессии и показзе для Филиппа Плейна и ЛаКвина Смита. Затем конкурсантки провели небольшое интервью с судьями, что окончательно помогло выбрать четырнадцать участниц сезона.
- Приглашённый фотограф: Массио Кампана
- Специальный гость: Филипп Плейн, ЛаКвин Смит

### Свет, Камера, Подиум
Дата выхода: декабрь 19, 2016
Участницы получили урок походки от бывшей судьи шоу «Топ-модель по-канадски» Стейси Маккензи. Позже девушки встретились с Зендаей и приняли участие в показе в ночном клубе, где и прошла их фотосессия, по итогам которой Джастин была исключена.
- Лучшее фото: Коди Уэллс
- Двойка худших: Кори Энн Робертс и Джастин Битикон
- Выбывшая участница: Джастин Битикон
- Приглашённый фотограф: Питер Хенкет
- Специальный гость: Стейси Маккензи, Зендая

### Создай свой бренд
Дата выхода: декабрь 26, 2016
Стилисты преобразили внешность участниц. Обнажённые девушки приняли участие в групповой фотосессии, фотографом которой выступила Эллен фон Унверт. По решению судей, Череш была исключена
- Лучшее фото: Кортни Нельсон
- Двойка худших: Чериш Уотерс и Крислиан Родригес
- Выбывшая участница: Чериш Уотерс
- Приглашённый фотограф: Эллен фон Унверт
- Специальный гость: Салли Хершбергер

### Сигнал «Major Key»
Дата выхода: январь 2, 2017
Участницы встретились с DJ Khaled, который сообщил им о новом командном конкурсе для рекламы линии нижнего белья Риты Оры. Победителем стала Кортни. Позже модели познакомились с редактором журнала Paper Микки Бордман, которая вручила им пригласительные на VIP-вечеринку, где девушки сами должны были провести фотосессию, основываясь на своём личном бренде. В итоге Тэш стала третьей исключённой.
- Лучшее фото: Крислиан Родригес
- Двойка худших: Кори Энн Робертс и Тэш Уэллс
- Выбывшая участница: Тэш Уэллс
- Специальный гость: Микки Бордман, DJ Khaled, Жасмин Сандерс

### Авангард
Дата выхода: январь 9, 2017
Девушки участвовали в конкурсе, основной целью которого являлась демонстрация личного стиля. Победителем стала Татьяна. Затем модели приняли участие в авангардной фотосессии Николы Формичетти, фотографом которой выступил Джек Ватерлот. По итогам недели, худшей стала Джиа.
- Лучшее фото: Кори Энн Робертс
- Двойка худших: Джиа Хардман и Кайл МакКой
- Выбывшая участница: Джиа Хардман
- Приглашённый фотограф: Джек Ватерлот
- Специальный гость: Никола Формичетти

### В отключеке
Дата выхода: январь 16, 2017
На этой неделе победителем конкурса, в котором нужно было позировать, прыгая на батуте, стала Пейдж. Затем девушки приняли участие в фотосессии с моделью Шанель Иман, где они должны были изображать боксёров. Судьи решили, что проект должна покинуть Крислиан.
- Лучшее фото: Кори Энн Робертс
- Двойка худших: Крислиан Родригес и Кайл МакКой
- Выбывшая участница: Крислиан Родригес
- Приглашённый фотограф: Массио Кампана, Питер Хенкет
- Специальный гость: Шанель Иман

### Метка «X»
Дата выхода: январь 23, 2017
Участницы получили урок танцев от хореографа Криса Гранта, а затем приняли участие в конкурсе, который выиграла Татьяна. Вместо фотосесси, девушки снимались в музыкальном клипе, режиссёром котором стал Director X. Соревнование покинула Кайл.
- Лучшее видео: Индия Гантс
- Двойка худших: Кайл МакКой и Марисса Хопкинс
- Выбывшая участница: Кайл МакКой
- Приглашённый режиссёр: Director X
- Специальный гость: Стейси Маккензи, Крис Грант

### Гламурная жизнь
Дата выхода: январь 30, 2017
Девушки приняли участие в фотосессии в самолёте с Джейсоном Деруло. По итогам недели, Бинта покинула проект.
- Лучшее фото: Татьяна Прайс
- Двойка худших: Бинта Дибба и Кортни Нельсон
- Выбывшая участница: Бинта Дибба
- Приглашённый фотограф: Дуглас Фридман
- Специальный гость: Джейсон Деруло, Филипп Плейн

### Возвращение
Дата выхода: февраль 1, 2017
Семеро исключённых участниц присоединились к семёрке оставшихся для съёмки в танцевальном видео. Судьи приняли решение, что Тэш заслуживает возвращения проект, а Марисса, не проявив себя, была отчислена.
- Лучшее видео: Индия Гантс
- Двойка худших: Кортни Нельсон и Марисса Хопкинс
- Выбывшая участница: Марисса Хопкинс
- Вернувшаяся участница: Тэш Уэллс
- Приглашённый режиссёр: Дрю Эллиот
- Специальный гость: French Montana, Таниша Скотт, Нефертари Грин, Кристиан Коуэн

### Платформа мощности
Дата выхода: февраль 8, 2017
Девушки участвовали в конкурсе, целью которого была запись видео для SlutWalk Festival от Эмбер Роуз. Победителями были выбраны Кори Энн, Кортни и Татьяна. Позднее модели приняли участие в фотосессии, где должны были примерить образ знаменитостей:
1. Индия — Кэти Перри
2. Тэш — Тина Тёрнер
3. Коди — Грейс Джонс
4. Кортни — Мадонна
5. Татьяна — Тайра Бэнкс
6. Кори Энн — Бейонсе
7. Пейдж — Бритни Спирс

В двойке худших оказались Кори Энн и Пейдж, и судьи приняли решение исключить вторую.
- Лучшее фото: Индия Гантс и Тэш Уэллс
- Двойка худших: Кори Энн Робертс и Пейдж Мобли
- Выбывшая участница: Пейдж Мобли
- Приглашённый фотограф: Вият Мохиндра
- Специальный гость: Эмбер Роуз, Стейси Маккензи

### Жизнь знаменитостей
Дата выхода: февраль 15, 2017
На этой неделе девушки приняли участие в конкурсе с папарацци, в котором победила Кортни, и фотосесии для обложки журнала Paper. Судьи признали снимок Коди лучшим, а её сестра Тэш, не впечатлив жюри, отправилась домой.
- Лучшее фото: Коди Уэллс
- Двойка худших: Тэш Уэллс и Кортни Нельсон
- Выбывшая участница: Тэш Уэллс
- Приглашённый фотограф: Вият Мохиндра
- Специальный гость: Микки Бордман

### Мотор!
Дата выхода: февраль 22, 2017
Девушки участвовали в актёрском конкурсе вместе с Эриенн Мур, где Кортни стала победителем, а затем снимали новое видео. На судействе работа Коди была названа худшей, и она покинула проект.
- Лучшее видео: Индия Гантс
- Двойка худших: Татьяна Прайс и Коди Уэллс
- Выбывшая участница: Коди Уэллс
- Приглашённый режиссёр: Дрю Эллиот
- Специальный гость: Эриенн Мур, Сьюзен Батсон

### За кулисами, за пределами вспышек
Дата выхода: февраль 22, 2017
Специальный эпизод с пересказом всего, что происходило в предыдущих выпусках, и ранее не показанными кадрами.

### Бренд как босс
Дата выхода: март 1, 2017
На этот раз девушки снимали рекламу для косметической фирмы. Худшей была названа Кортни, и ей пришлось покинуть проект. Таким образом, в тройку вошли: Индия, Татьяна и Кори Энн.
- Лучшее видео: Индия Гантс
- Двойка худших: Кори Энн Робертс и Кортни Нельсон
- Выбывшая участница: Кортни Нельсон
- Приглашённый режиссёр: Стивен Мурасиге
- Специальный гость: Елена Ора, Кэти Янг

### Последний отсчёт
Дата выхода: март 8, 2017
Победительницей 23 сезона «Топ-модель по-американски» стала Индия Гантс, которая пять раз была названа лучшей. На второй позиции остановилась Татьяна Прайс, получившая один лучший снимок. На третью строчку судьи, к которым в финальном эпизоде присоединилась Тайра Бэнкс, поставили Кори Энн Робертс, дважды показавшую лучший результат.
- Победительница: Индия Гантс
- 2 место: Татьяна Прайс
- 3 место: Кори Энн Робертс
- Специальный гость: Тайра Бэнкс

## Резюме
| Место | Эпизод   | Эпизод   | Эпизод   | Эпизод   | Эпизод   | Эпизод   | Эпизод   | Эпизод   | Эпизод   | Эпизод    | Эпизод   | Эпизод   | Эпизод   | Эпизод   |
| Место | 1        | 2        | 3        | 4        | 5        | 6        | 7        | 8        | 9        | 10        | 11       | 12       | 14       | 15       |
| ----- | -------- | -------- | -------- | -------- | -------- | -------- | -------- | -------- | -------- | --------- | -------- | -------- | -------- | -------- |
| 1     | Кортни   | Коди     | Кортни   | Крислиан | Кори Энн | Кори Энн | Индия    | Татьяна  | Индия    | Индия Тэш | Коди     | Индия    | Индия    | Индия    |
| 2     | Джиа     | Кортни   | Кори Энн | Бинта    | Коди     | Коди     | Пейдж    | Индия    | Пейдж    | Индия Тэш | Индия    | Кортни   | Татьяна  | Татьяна  |
| 3     | Джастин  | Джиа     | Марисса  | Пейдж    | Индия    | Татьяна  | Кори Энн | Коди     | Коди     | Коди      | Татьяна  | Кори Энн | Кори Энн | Кори Энн |
| 4     | Индия    | Марисса  | Индия    | Татьяна  | Татьяна  | Марисса  | Татьяна  | Марисса  | Кори Энн | Кортни    | Кори Энн | Татьяна  | Кортни   |          |
| 5     | Тэш      | Татьяна  | Коди     | Джиа     | Кортни   | Кортни   | Коди     | Пейдж    | Татьяна  | Татьяна   | Кортни   | Коди     |          |          |
| 6     | Татьяна  | Индия    | Тэш      | Индия    | Бинта    | Пейдж    | Бинта    | Кори Энн | Кортни   | Кори Энн  | Тэш      |          |          |          |
| 7     | Кайл     | Пейдж    | Кайл     | Кортни   | Пейдж    | Бинта    | Кортни   | Кортни   | Марисса  | Пейдж     |          |          |          |          |
| 8     | Бинта    | Бинта    | Татьяна  | Марисса  | Марисса  | Индия    | Марисса  | Бинта    |          |           |          |          |          |          |
| 9     | Кори Энн | Тэш      | Пейдж    | Кайл     | Крислиан | Кайл     | Кайл     |          |          |           |          |          |          |          |
| 10    | Чериш    | Кайл     | Бинта    | Коди     | Кайл     | Крислиан |          |          |          |           |          |          |          |          |
| 11    | Пейдж    | Чериш    | Джиа     | Кори Энн | Джиа     |          |          |          |          |           |          |          |          |          |
| 12    | Крислиан | Крислиан | Крислиан | Тэш      |          |          |          |          |          |           |          |          |          |          |
| 13    | Марисса  | Кори Энн | Чериш    |          |          |          |          |          |          |           |          |          |          |          |
| 14    | Коди     | Джастин  |          |          |          |          |          |          |          |           |          |          |          |          |

     Участница исключена
     Участница выиграла в конкурсе
     Участница выиграла в шоу
- В 10 эпизоде Тэш вернулась в соревнование.
- 13 эпизод стал спец-выпуском.